# Joseph Atiyeh
Pour les articles homonymes, voir Atiyeh.
Joseph Atiyeh (en arabe : جوزيف عطية, né le 8 octobre 1957 à Allentown (Pennsylvanie) est un lutteur syrien.
De confession chrétienne, originaire d'Amar al-Hosn, c'est le premier médaillé olympique syrien, lors des Jeux olympiques de 1984. Bien que vivant et possédant également la nationalité américaine, en tant qu'étudiant à la Louisiana State University, il représente la Syrie.